# الدوم (تعز)
الدوم هي إحدى قرى الجمهورية اليمنية. وهي تتبع جغرافيًا لمحافظة تعز. وإداريًا لمديرية المواسط. يبلغ تعداد سكانها 3148 نسمة حسب الإحصاء الذي جرى عام 2004.